# Чемпіонат Польщі з хокею 1959—1960
Чемпіонат Польщі з хокею 1960 — 25-ий чемпіонат Польщі з хокею, чемпіоном став клуб Гурник (Катовіце).

## Підсумкова таблиця
| М  | Команда               | І  | Ш      | О  |
| -- | --------------------- | -- | ------ | -- |
| 1. | Гурник (Катовіце)     | 14 | 88:23  | 28 |
| 2. | Легія Варшава         | 14 | 88:23  | 24 |
| 3. | Подгале (Новий Тарг)  | 14 | 63:39  | 19 |
| 4. | «Поморжанін» (Торунь) | 14 | 54:68  | 10 |
| 5. | Старт (Катовіце)      | 14 | 35:70  | 9  |
| 6. | ЛКС (Лодзь)           | 14 | 51:64  | 8  |
| 7. | Баїлдон (Катовіце)    | 14 | 44:63  | 7  |
| 8. | Краковія Краків       | 14 | 31:104 | 7  |